# We Used to Wait
"We Used to Wait" is een nummer van de Canadese band Arcade Fire. Het nummer verscheen op hun album The Suburbs uit 2010. Op 1 augustus van dat jaar werd het nummer uitgebracht als de tweede single van het album.

## Achtergrond
"We Used to Wait" is geschreven door alle groepsleden en geproduceerd door de band in samenwerking met Markus Dravs. Het was een complex nummer om op te nemen. Craig Silvey, die het album mixte, vertelde dat er meer dan dertig opnamesporen werden gebruikt, en dat er drie drumkits te horen zijn. Hierdoor werd het een ingewikkeld nummer om te mixen.
"We Used to Wait" is gebruikt in een experimenteel project genaamd "The Wilderness Downtown", een interactieve videoclip gemaakt in HTML5 door Google voor hun internetbrowser Google Chrome. In de clip moet de gebruiker het adres van het huis waarin zij opgroeiden invullen, waarna beelden uit Google Earth waar dat adres op te zien is worden vertoond in de clip. Aan het eind van de clip werd de gebruiker gevraagd om een virtuele ansichtkaart in te vullen om een groot scherm te vullen die tijdens de tournee ter promotie van The Suburbs werd gebruikt door de band.
"We Used to Wait" werd een hitje. Het kwam niet in de Amerikaanse Billboard Hot 100 terecht, maar kwam hier wel tot plek 22 in de Alternative Airplay-lijst en plek 42 in de Hot Rock & Alternative Songs-lijst. In het Verenigd Koninkrijk bereikte het plaats 75. De single had het meeste succes in België, waar het in Vlaanderen plaats 31 behaalde en in Wallonië plaats 40 behaalde. In Nederland was het de enige single van Arcade Fire die de Single Top 100 behaalde: in de week van 9 oktober 2010 stond het eenmalig op plaats 95.

## NPO Radio 2 Top 2000
| Nummer met noteringen in de NPO Radio 2 Top 2000 | '16  | '17  |
| ------------------------------------------------ | ---- | ---- |
| We Used to Wait                                  | 1694 | 1819 |

1. ↑  Een vetgedrukt getal geeft de hoogste notering aan.
2. ↑  2016 was het eerste jaar met een notering voor dit nummer.
3. ↑  Deze tabel is bijgewerkt tot en met de laatste editie (2024).